# Boy (The Vices)
Boy is een nummer van de Nederlandse rockband The Vices uit 2020. Het is de tweede en laatste single van hun tweede EP Good Morning City, Now Let Me Sleep....

## Achtergrondinformatie
"Boy" over een grootvader die zijn kleinzoon gaat vertellen hoe het leven in elkaar zit. De kleinzoon is nog een kleine optimist zonder enige levenservaring, terwijl de opa inmiddels al een redelijke pessimist is geworden. "Het nummer klinkt heel vrolijk maar in de tekst zit een melancholische boodschap", zei frontman Floris van Luijtelaar. "Het idee voor dit nummer kwam toen we op tour waren in Engeland. Daar kwamen we in een achterbuurt. Een man liep langs met z'n dochter. Hij was zichtbaar dronken en liep kotsend over straat. Het was heel schrijnend om te zien. Het meisje heeft nu al een achterstand, terwijl ze er zelf niets aan kan doen", aldus Van Luijtelaar.
Met "Boy" werd The Vices 3FM Talent. Ook bombardeerde NPO Radio 2-dj Annemieke Schollaardt het nummer tot haar A-Plaat. Desondanks bereikte het nummer de Nederlandse hitlijsten niet.

## Tracklijst
- Muziekdownload

1. "Boy" - 3:01